# Fedde (voornaam)
Fedde is een voornaam die in vooral in het noordelijke deel van Nederland wordt gebruikt. In het midden en zuidelijke deel van Nederland is deze naam vrij zeldzaam. Fedde komt van het oudfriese woord 'fretho/fritho', dat vrede en bescherming betekent. Blauwe Fedde is een oude Friese benaming voor de dood.
Twee bekende Nederlanders met de naam Fedde zijn:
- Fedde le Grand
- Fedde Schurer

## Trivia
- An Rutgers van der Loeff schreef de jeugdroman Ik ben Fedde, uitgebracht in 1972 door Uitgeverij Ploegsma Amsterdam en is een aantal maal herdrukt.
- Meindert Talma en Nyk de Vries waren oprichters en redacteurs van het Friestalige tijdschrift De Blauwe Fedde (1996-2002).[1]
- Nyk de Vries en Meindert Talma gaven in 2001 een boek uit, getiteld De Blauwe Fedde Yn Petear (vert. "De Blauwe Fedde in gesprek"): een bundeling van vijftien levensverhalen van eigenzinnige Friezen.[2]
- Meindert Talma bracht het lied We komme en we gean (Blauwe Fedde) ten gehore op album 'Je denkt dat het komt'.[3]